# Alvedsjöbodar

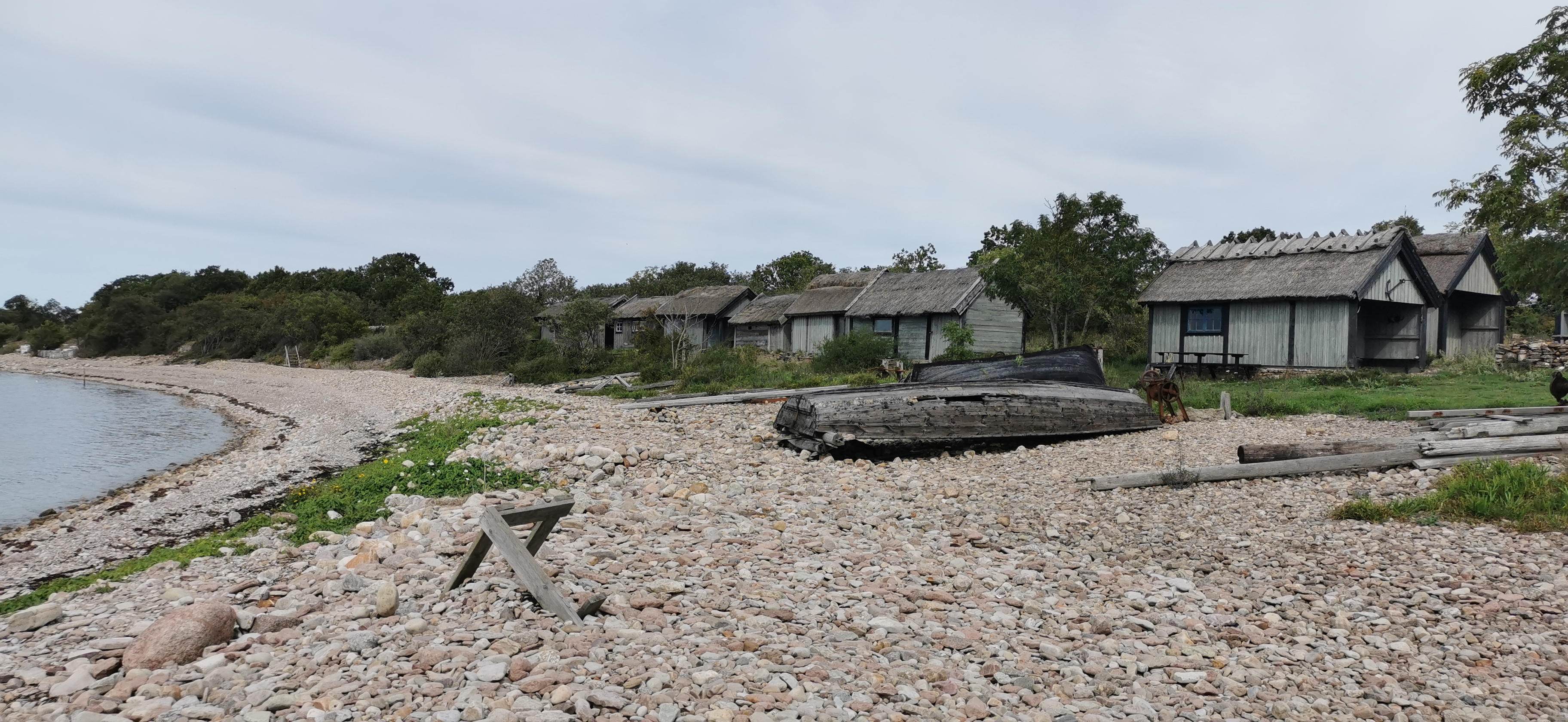
Alvedsjöbodar

Alvedsjöbodar ist eine schwedische Fischerstelle (schwedisch fiskeläge) auf der Insel Öland.

## Lage und Beschaffenheit
Der Ort liegt nahe der westlichen Küstenstraße zwischen Jordhamn und Byerum und gehört zur Gemeinde Borgholm. Die grauen Fischerhütten in Fachwerkbauweise stehen in Reihen oberhalb des steilen Steinstrandes am Kalmarsund auf einem niedrigen Kalksteinfundament. Vor den Türen ist der Zugang mit Kalksteinen gepflastert und die Dächer sind mit Schilf gedeckt. Am  Meer liegen die Ölandssnipor (Boote mit spitzem Bug und Heck) und angelandete Kähne, die mit Hilfe von Winden, Ketten und Bohlen auf den Strand gezogen werden. Hinter den Hütten befinden sich die Netzgärten, Gestelle zum Trocknen der Netze.

## Geschichte
Alvedsjöbodar ist auf keiner Karte des 17. und 18. Jahrhunderts verzeichnet und entstand durch eine Verordnung am Anfang des 19. Jahrhunderts. Die Fischerei an der öländischen Küste wurde von den Inselbewohnern jahrhundertelang nur für den Eigenbedarf betrieben. Dennoch spielte sie für die Ökonomie der Bauern eine große Rolle. Berufsfischerei wurde erst ab dem 20. Jahrhundert ausgeübt. Aus zeitgenössischen Quellen geht die Bedeutung des Heringsfang während des Mittelalters hervor. Der Landbevölkerung war vorgeschrieben, ihren Zehnt an Staat und Kirche in Form von frischem oder gesalzenem Hering oder in Dorsch zu bezahlen. Zur Heringssaison trafen sich Hunderte von Fischern in den einst großen Fischerdörfern Sikavarp auf der Kapelludden, in Bredsätra sowie in Kyrkhamn an Ölands Südspitze. Petter Ähstrand, der königliche Landeshauptmann von Nordöland, stellte jedoch bereits 1768 fest, dass sich der Heringsfang vor 20 Jahren noch lohnte, jetzt aber der Mühe nicht mehr wert sei. Um die Wende zum 20. Jahrhundert erfolgte vom Hafen in Alvedsjöbodar aus ein regelmäßiger Fracht- und Personenverkehr mit einem Dampfer nach Oskarshamn. In den ersten Jahren des Fährverkehrs hielt man Markttage in Alvedsjöbodar ab. Es wurde meist mit Rindern gehandelt. Bei einer Feuersbrunst im Juli 1992 wurden Teile des Dorfes zerstört, das meiste ist wieder aufgebaut.

## Wirtschaft
Im Herbst fischt man hier Aal, zwischen Winter und Frühling Lachs und während des Sommers Barsch, Dorsch, Flundern, Hecht, Lachsforelle und Renke.